# Pargny-les-Bois

Pargny-les-Bois este o comună în departamentul Aisne din nordul Franței. În 1 ianuarie 2022 avea o populație de 140 de locuitori.